# Jana Hojdová (kameramanka)
Jana Hojdová (*7. června 1989 Praha) je česká kameramanka a režisérka. 

## Životopis
Jana Hojdová se narodila do filmařské rodiny. Matka, dcera Bořivoje Zemana, je režisérka a scenáristka Zuzana Zemanová (* 1956). Dědeček Václav Hojda natáčel v šedesátých letech 20. století videoklipy pro Supraphon. Také otec Petr Hojda (* 1956) je kameraman.  Od dětství ji zajímalo a bavilo fotografování. Jejím snem ale bylo stát se součástí tvůrčího týmu a „pracovat u filmu“. 
Na Filmové akademii Miroslava Ondříčka v Písku studovala kameru. Pracovala jako klapka, asistentka kameramana i jako produkční. V roce 2012 začala studovat na katedře kamery na Filmové a televizní fakultě Akademie múzických umění v Praze (FAMU). Již při studiu na vysoké škole si ke školním cvičením psala scénář. Sama si je natáčela, režírovala, střihala i zvučila, tak jak to studentům doporučovali profesoři. Získala tak dobrou průpravu pro svoji profesionální dráhu.
V roce 2015 jí udělila Asociace Českých kameramanů Uznání Jaroslava Kučery za bakalářský film Sen (režie, kamera). Film byl také nominován do studentské soutěže krátkých filmů (nejlepší kamera) na festival Camerimage. V témže roce byl její další dokumentární film, Kronika – Petr Hojda, nominován v kategorii krátkých filmů (nejlepší kamera) na ostravském festivalu Kamera OKO 2015. Během studií natočila řadu reklam a videoklipů. Točila také dokumenty a krátké filmy. Absolvovala v roce 2019 prací o kameramanovi Robertu Richardsonovi.
V roce 2021 pracovala v mezinárodní porotě na filmovém festivalu Kamera OKO a v roce 2023 byla členkou poroty soutěžního festivalu studentů FAMU FamuFest. Je zakladatelkou produkční společnosti Bridge Films.
V režii a produkci Šimona Holého působila jako hlavní kameramanka (director of Photography) na celovečerních filmech Zrcadla ve tmě (2021) a A pak přišla láska...(2022). V roce 2023 pracovala na celovečerním filmu Anexe (režie Haruna Honcoopová) a na celovečerním filmu Hello, Welcome (režie a produkce Šimon Holý). Pracuje jako kameramanka, ale též jako scenáristka a režisérka dokumentárních filmů. 

### Ocenění
- 2022 – Ceny Asociace českých kameramanů, Praha, Česká republika
- 2023 – Druhá cena za kameramansky přínosné dílo za film A přišla láska... [9]